# Arenas Club de Getxo
Az Arenas Club de Getxo, néha Club Arenas de Guecho vagy Arenas de Guecho spanyol labdarúgócsapatot 1909-ben alapították, 2015/16-ban a harmadosztályban szerepelt. Székhelye Getxo, amely Baszkföldön található.

## Története
A klubot 1909-ben alapították Arenas Football Club néven, csak három évvel később spanyolosították nevét Club Arenas-ra. Az országos kiterjesztésű spanyol bajnokság előtt a baszk bajnokságban szerepelt (Campeonato Norte vagy Campeonato Regional de Vizcaya), amelyet 1917-ben meg is nyert. Az akkori egyetlen országos sorozatban, a Copa del Rey-ben ugyanebben az évben indult először, és rögtön a döntőig jutott. Két évvel később megnyerte a sorozatot. Alapító tagja volt az 1929-ben létrejött spanyol bajnokságnak. A bajnokság történetének első hét szezonjában megszakítás nélkül az első osztály tagja volt, ezalatt legjobb eredménye egy harmadik hely volt 1930-ban. A következő hat idényt a másodosztályban töltötte, innentől pedig mindig a mai napig csak ennél alacsonyabb osztályokban játszott, nagyrészt a Tercera Divisiónban, amely 1977-ig a harmadosztály volt, azóta a negyedosztály szerepét tölti be.

## Statisztika
| Szezon  | Osztály | Poz. | Copa del Rey |
| ------- | ------- | ---- | ------------ |
| 1928/29 | 1ª      | 5.   |              |
| 1929/30 | 1ª      | 3.   |              |
| 1930/31 | 1ª      | 5.   |              |
| 1931/32 | 1ª      | 5.   |              |
| 1932/33 | 1ª      | 7.   |              |
| 1933/34 | 1ª      | 10.  |              |
| 1934/35 | 1ª      | 12.  |              |
| 1935/36 | 2ª      | 2.   |              |
| 1939/40 | 2ª      | 7.   |              |
| 1940/41 | 2ª      | 8.   |              |
| 1941/42 | 2ª      | 7.   |              |
| 1942/43 | 2ª      | 4.   |              |
| 1943/44 | 2ª      | 12.  |              |
| 1944/45 | 3ª      | 2.   |              |
| 1945/46 | 3ª      | 1.   |              |
| 1946/47 | 3ª      | 1.   |              |
| 1947/48 | 3ª      | 8.   |              |
| 1948/49 | 3ª      | 13.  |              |

| Szezon  | Osztály | Poz. | Copa del Rey |
| ------- | ------- | ---- | ------------ |
| 1949/50 | 3ª      | 3.   |              |
| 1950/51 | 3ª      | 10.  |              |
| 1951/52 | 3ª      | 16.  |              |
| 1952/53 | 3ª      | 10.  |              |
| 1953/54 | 3ª      | 3.   |              |
| 1954/55 | 3ª      | 9.   |              |
| 1955/56 | 3ª      | 4.   |              |
| 1956/57 | 3ª      | 4.   |              |
| 1957/58 | 3ª      | 4.   |              |
| 1958/59 | 3ª      | 7.   |              |
| 1959/60 | 3ª      | 1.   |              |
| 1960/61 | 3ª      | 3.   |              |
| 1961/62 | 3ª      | 3.   |              |
| 1962/63 | 3ª      | 2.   |              |
| 1963/64 | 3ª      | 3.   |              |
| 1964/65 | 3ª      | 5.   |              |
| 1965/66 | 3ª      | 9.   |              |
| 1966/67 | 3ª      | 6.   |              |

| Szezon      | Osztály    | Poz. | Copa del Rey |
| ----------- | ---------- | ---- | ------------ |
| 1967/68     | 3ª         | 7.   |              |
| 1968/69     | 3ª         | 15.  |              |
| 1969/70     | 3ª         | 15.  |              |
| 1970-71-től | Regionális | —    |              |
| 1975-76-ig  | Regionális | —    |              |
| 1976/77     | 3ª         | 13.  |              |
| 1977/78     | 3ª         | 13.  |              |
| 1978/79     | 3ª         | 2.   |              |
| 1979/80     | 2ªB        | 18.  |              |
| 1980/81     | 3ª         | 2.   |              |
| 1981/82     | 3ª         | 18.  |              |
| 1982/83     | Regionális | —    |              |
| 1983/84     | 3ª         | 6.   |              |
| 1984/85     | 3ª         | 11.  |              |
| 1985/86     | 3ª         | 13.  |              |
| 1986/87     | 3ª         | 12.  |              |
| 1987/88     | 3ª         | 13.  |              |
| 1988/89     | 3ª         | 14.  |              |

| Szezon  | Osztály    | Poz. | Copa del Rey |
| ------- | ---------- | ---- | ------------ |
| 1989/90 | 3ª         | 17.  |              |
| 1990/91 | 3ª         | 10.  |              |
| 1991/92 | 3ª         | 8.   |              |
| 1992/93 | 3ª         | 8.   |              |
| 1993/94 | 3ª         | 6.   |              |
| 1994/95 | 3ª         | 19.  |              |
| 1995/96 | Regionális | —    |              |
| 1996/97 | Regionális | —    |              |
| 1997/98 | 3ª         | 13.  |              |
| 1998/99 | 3ª         | 8.   |              |
| 1999/00 | 3ª         | 3.   |              |
| 2000/01 | 3ª         | 7.   |              |
| 2001/02 | 3ª         | 9.   |              |
| 2002/03 | 3ª         | 10.  |              |

| Szezon  | Osztály | Poz. | Copa del Rey |
| ------- | ------- | ---- | ------------ |
| 2003/04 | 3ª      | 10.  |              |
| 2004/05 | 3ª      | 7.   |              |
| 2005/06 | 3ª      | 5.   |              |
| 2006/07 | 3ª      | 11.  |              |
| 2007/08 | 3ª      | 12.  |              |
| 2008/09 | 3ª      | 12.  |              |
| 2009/10 | 3ª      | 15.  |              |
| 2010/11 | 3ª      | —    |              |

## Sikerek
- Copa del Rey:
  - Győztes (1): 1919
  - Döntős (3): 1917, 1925, 1927
- Campeonato Norte/Campeonato de Vizcaya:
  - Győztes (4): 1916-17, 1918-19, 1921-22, 1926-27

## Ismertebb játékosok
- Guillermo Gorostiza
- Félix Sesúmaga
- Raimundo Pérez Lezama
- Joseba del Olmo
- José María Zárraga
- Javier Iturriaga

## Ismertebb vezetőedzők
- Javier Clemente (1975-76)

## Fordítás
- Ez a szócikk részben vagy egészben  az   Arenas Club de Getxo című angol Wikipédia-szócikk fordításán alapul.  Az eredeti cikk szerkesztőit annak laptörténete sorolja fel. Ez a jelzés csupán a megfogalmazás eredetét és a szerzői jogokat jelzi, nem szolgál a cikkben szereplő információk forrásmegjelöléseként.
- Ez a szócikk részben vagy egészben  az   Arenas Club de Guecho című spanyol Wikipédia-szócikk fordításán alapul.  Az eredeti cikk szerkesztőit annak laptörténete sorolja fel. Ez a jelzés csupán a megfogalmazás eredetét és a szerzői jogokat jelzi, nem szolgál a cikkben szereplő információk forrásmegjelöléseként.

## Külső hivatkozások
- Hivatalos weboldal
- Futbolme.com